# Emmanuel Courcol
Emmanuel Courcol (* 25. Dezember 1957) ist ein französischer Filmregisseur, Schauspieler und Drehbuchautor. Im deutschsprachigen Raum wurde er vor allem mit den Filmen Ein Triumph und Die leisen und die großen Töne bekannt.

## Leben
Emmanuel Courcol verbrachte seine Kindheit und Jugend in Angers und studierte dort Jura.
Am Konservatorium in Angers entdeckte er das Theater für sich. Im Jahr 1981 wurde er in die École nationale supérieure des arts et techniques du théâtre aufgenommen. Zwanzig Jahre lang stand er unter der Regie von Jean-Louis Thamin, Roger Planchon, Didier Bezace, Robert Hossein, Marion Bierry und anderen auf der Bühne. 
Ab den 2000er Jahren beteiligte er sich am Schreiben von Drehbüchern. Im Jahr 2010 erhielt sein Drehbuch für Welcome den Jacques-Prévert-Drehbuchpreis und wurde für den César für das beste Originaldrehbuch nominiert. 
2012 wechselte er mit dem Kurzfilm Géraldine je t’aime, in dem Grégory Gadebois mitspielte, zur Regie. In seinem ersten Spielfilm, Cessez-le-feu (Ceasefire), spielen 2015 neben Gadebois auch Romain Duris und Céline Sallette.
2021 wurde Un triomphe (Ein Triumph) mit Kad Merad, Marina Hands und Laurent Stocker in den Hauptrollen bei den Filmfestspielen von Cannes 2020 gezeigt und erhielt mehrere Auszeichnungen: den Valois des Publikums beim Festival du film francophone d’Angoulême und den Preis für die beste Komödie des Jahres beim Europäischen Filmpreis 2020.

## Filmografie

### Schauspieler
- 1991: La Pagaille (Regie Pascal Thomas)
- 1993: L’Écrivain public (Regie Jean-François Amiguet, Rolle: Fahrer)
- 1996: Jaguar (Regie Francis Veber)
- 1997: La Parenthèse (Fernsehfilm, Regie Jean-Louis Benoît, Rolle:Sébastien)
- 1998: Knastbrüder (Regie Laurent Bouhnik, Rolle:Hausmeister Gilles)
- 1999: 1999 Madeleine (Regie Laurent Bouhnik)
- 2001: Mademoiselle (Regie Philippe Lioret, Rolle: Arthuis)
- 2003: Le Pharmacien de garde (Regie Francis Veber, Rolle: Jacques Desmoines)
- 2004: Die Frau des Leuchtturmwärters (Regie Philippe Lioret, Rolle: Priester)
- 2006: Keine Sorge, mir geht’s gut (Regie Philippe Lioret, Rolle: der Arzt in Vigneux)
- 2009: Welcome (Regie Philippe Lioret, Rolle:Supermarktleiter)
- 2010: Tête de turc (Regie Pascal Elbé, Rolle: Konfektionsverkäufer)
- 2011: All unsere Wünsche (Regie Philippe Lioret, Rolle: Dr. Stroesser)
- 2019: Das Land meines Vaters (Regie Édouard Bergeon, Rolle: Notar)
- 2024: The Green Deal (Regie Édouard Bergeon, Rolle:Außenminister)

Dazu kommen Auftritte in einzelnen Episoden französischer Fernsehserien.

### Drehbuch
- 2001: Mademoiselle
- 2004: Die Frau des Leuchtturmwärters (Originaldrehbuch)
- 2009: Welcome (Originaldrehbuch)
- 2011: All unsere Wünsche
- 2012: Géraldine je t’aime (Kurzfilm, Regie und Originaldrehbuch)
- 2015: Boomerang (Regie François Favrat)[7]
- 2015: Face down (Regie Kamen Kalev, (Originaldrehbuch)[8]
- 2016: Ceasefire (Regie und Originaldrehbuch)[9]
- 2019: Je voudrais que quelqu’un m’attende quelque part (Regie Arnaud Viard)
- 2019: Das Land meines Vaters
- 2021: Ein Triumph (Regie und Originaldrehbuch))
- 2022: The Green Deal (Originaldrehbuch)
- 2024: Die leisen und die großen Töne (Regie und Originaldrehbuch)

### Regie
- 2012: Géraldine je t’aime (Kurzfilm)
- 2016: Ceasefire
- 2021: Ein Triumph
- 2021: Boxer les mots (Dokumentarfilm)
- 2024: Die leisen und die großen Töne